# Liceo Naval
Dernière mise à jour : 29 octobre 2023.
Centro de Graduados del Liceo Naval Militar, connu simplement comme Liceo Naval, est un club argentin de rugby à XV formé par des diplômés du Liceo Naval « Almirante Brown » (Almirante Brown Naval High School), l'une des deux institutions éducatives de la marine argentine. Le terrain est situé à Núñez, Buenos Aires, à proximité de la Ciudad Universitaria de Buenos Aires (es).
L'équipe senior du Liceo Naval participe à la Primera División B, la troisième division du système de ligue de l'Unión de Rugby de Buenos Aires, tandis que l'équipe féminine de hockey sur gazon joue le Torneo Metropolitano, la compétition principale de Buenos Aires.
Les autres sports pratiqués au club omnisports du Liceo Naval sont le football, l'aviron et le tennis.

## Palmarès
- Seven Tournoi de l'URBA : 2013

## Joueurs notables
- Las Leonas : Rocío Sánchez Moccia
- Los Pumas : Eduardo Simone, Ignacio Fernández Lobbe, Juan Martín Fernández Lobbe et Ignacio Calles.
- Pumas 7 : Nicolas Fernández Lobbe et Santiago Craig.
- Equipe junior : Santiago Fiocca, Sebastian Buffa, Nicolas Azzorín, Guido Lofiego .
- Argentine « XV » : Santiago Gilligan.
- Pampa 7s : Diego Acuña.